# Griselda Pollock

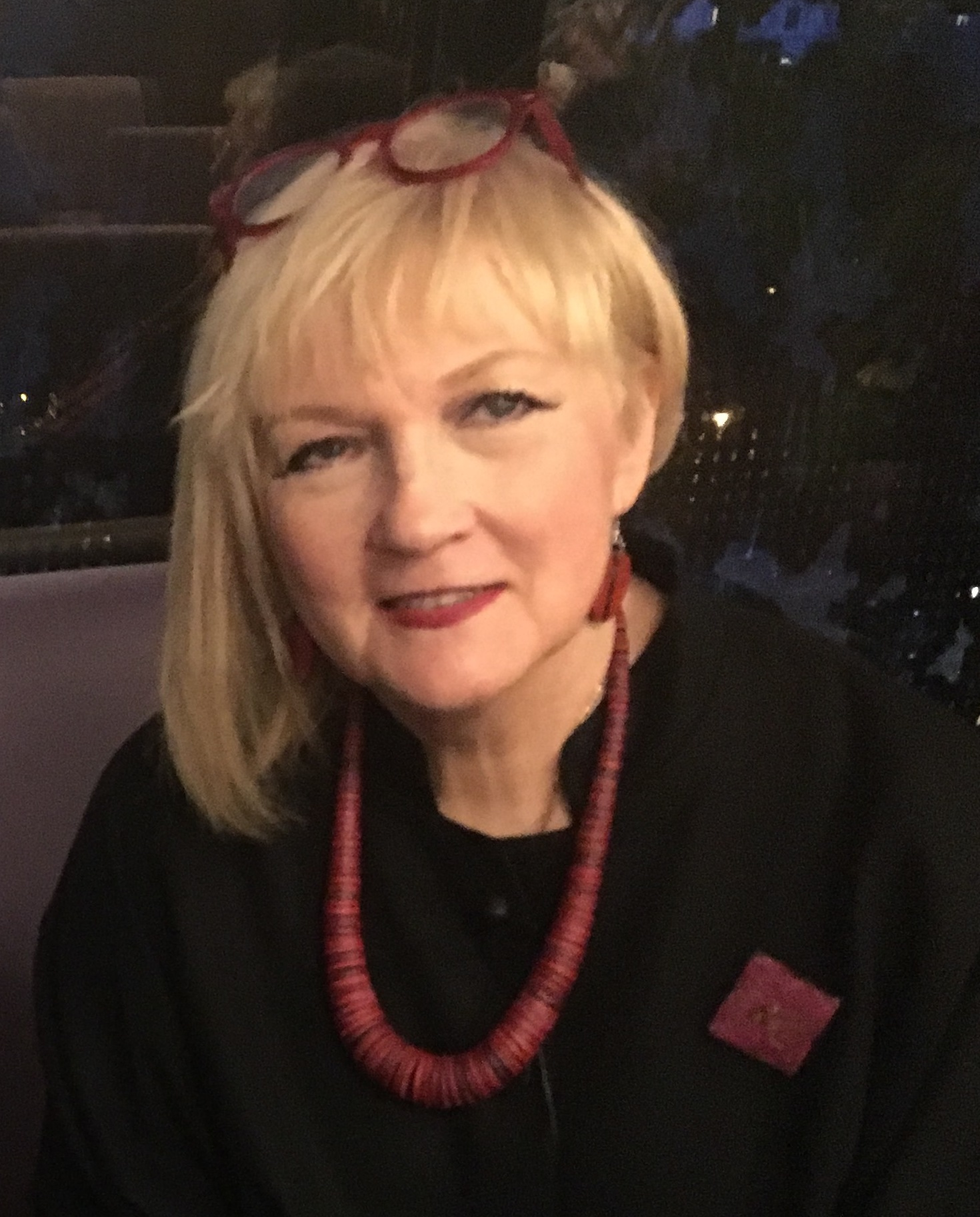
Griselda Pollock, 2018

Griselda Frances Sinclair Pollock (* 11. März 1949 in Bloemfontein, Südafrika) ist eine südafrikanisch-britische Kunsthistorikerin, Kulturwissenschaftlerin, Publizistin und Professorin für Geschlechterforschung.

## Leben
Griselda Pollock wurde im südafrikanischen Bloemfontein geboren. 1956, als sie 7 Jahre alt war, zog ihre Familie nach Kanada um. 1962 ließ sich ihre Familie in England nieder und Pollock ging zur Oxford University, wo sie 1970 den Bachelor in moderner Geschichte erhielt. Der Master in europäischer Kunstgeschichte folgte 1972 am Courtauld Institute. Sie ist Feministin und engagiert sich für Frauen in der Kunstgeschichte. Von 1974 bis 1977 lehrte sie an der University of Manchester und veröffentlichte 1977 den vielbeachteten Artikel: What’s Wrong with Images of Women? Pollock wurde im gleichen Jahr nach Leeds an die University of Leeds auf eine Professur für kritische Kunstgeschichte und Kulturelle Analysen berufen.
1973 trafen sich Griselda Pollock und Rozsika Parker. Sie gründeten das Feminist Art History Collective. Die Gruppe setzte sich aus Künstlern, Kunsthistorikern und Journalisten zusammen und bot einen Rahmen, in dem der strukturelle Sexismus der Kunstwelt und der Kunstgeschichte zum Thema gemacht wurden. Die Zusammenarbeit von Pollock und Parker resultierte in mehreren gemeinsamen Veröffentlichungen. Dazu gehören: Old Mistresses: Women, Art and Ideology (1981), Framing Feminism: Art and the Women’s Movement 1970–1985 (1987)
Pollock promovierte 1980 zum Thema Vincent van Gogh am Courtauld Institute of Art mit der Schrift Vincent van Gogh and Dutch Art: a Study of the Development of Van Gogh’s Notion of Modern Art with Special Reference to the Critical and Artistic Revival of Seventeenth Century Dutch Art in Holland and France in the Nineteenth Century. Sie heiratete im gleichen Jahr Antony Bryant.
Pollock ist seit 2001 Direktorin des Centre for Cultural Analysis, Theory and History (CATH) an der University of Leeds. Ihr thematisches Interesse gilt der internationalen bildenden Kunst des 19. bis 21. Jahrhunderts, der Judaistik, Feministischen Theorie, Geschichte und Kunst, Queer, Kino und Kultur, Trauma und Ästhetik, Geschlecht und Museum.
Als Gastprofessorin lehrte Griselda Pollock 2011 als Getty Visiting Professor an der Jawaharlal-Nehru-Universität in Neu-Delhi und 2012 als Gastprofessorin an der University of Manchester.
2020 erhielt Pollock den norwegischen Holberg-Preis.

## Veröffentlichungen
- mit Fred Orton: Vincent Van Gogh: Artist of His Time. 1978, ISBN 0-7148-1883-6.
- Mary Cassatt: Painter of Modern Women. Jupiter Books, London 1980, ISBN 0-500-20317-2.
- mit Rozsika Parker: Old Mistresses: Women, Art and Ideology. Pandora Books, London 1981, ISBN 1-78076-404-9.
- mit Rozsika Parker: Framing Feminism: Art and the Women's Movement, 1970–1985. Pandora Books, London 1987, ISBN 0-86358-179-X.
- Vision and Difference: Femininity, Feminism and the Histories of Art. Routledge, London 1988, ISBN 0-415-30850-X.
- mit Mary Kelly: In Conversation at the Vancouver Art Gallery. 1989, ISBN 1-895442-12-5.
- Avant-Garde Gambits: Gender and the Colour of Art History. Thames, London 1992, ISBN 0-500-55025-5.
- mit Richard Kendall: Dealing with Degas: Representations of Women and the Politics of Vision. Pandora, London 1992, ISBN 0-7881-5665-9.
- Gleaning in History or Coming After/Behind the Reapers: The Feminine, the Stranger and the Matrix in the Work and Theory of Bracha Ettinger. In: Griselda Pollock (Hrsg.): Generations & geographies in the visual arts : feminist readings. Routledge, London / New York 1996, ISBN 0-415-14128-1, S. 266ff.
- Generations and Geographies in the Visual Arts: Feminist Readings. Routledge, London 1996, ISBN 0-203-99277-6.
- mit Fred Orton: Avant-Gardes and Partisans Reviewed. Manchester University Press, 1996, ISBN 0-7190-4399-9.
- Differencing the Canon: Feminist Desire and the Writing of Art’s Histories. Routledge, New York 1999, ISBN 0-415-06700-6.
- Theater of Memory: Trauma and Cure in Charlotte Salomon’s Modernist Fairytale. In: Michael P. Steinberg, Monica Bohm-Duchen: Reading Charlotte Salomon. Cornell University Press, Ithaca 2006, ISBN 0-8014-3971-X, S. 34ff.
- mit Vanessa Corby (Hrsg.): Encountering Eva Hesse. 2006, ISBN 3-7913-3309-7.
- Psychoanalysis and the Image: Transdisciplinary Perspective. 2008, ISBN 978-0-470-68061-2.
- mit Victoria Turvey-Sauron (Hrsg.): The Sacred and the Feminine. I.B. Tauris, London 2008, ISBN 978-1-84511-521-0.